# Stamhuset Vestervig Kloster
Stamhuset Vestervig Kloster var et  stamhuset blev oprettet 1731 og ophørte 1798, og bestod af Vestervig Kloster i Vestervig Sogn, Refs Herred og  fra 1739 Ørum Slot i Ørum Sogn Hassing Herred.
Besiddere: 
- 1698-1731 Peder Mollerup
- Jens Låsby Mollerup
- Kammerherre Peter Moldrup, f. 1735, † 1787
- Hans Christian Moldrup, f. 1740, † 1795, til Marsvinslund.

## Eksterne kilder og henvisninger
- Om Stamhuset Vestervig Kloster i J.P. Trap: Kongeriget Danmark, udarbejdet af H. Weitemeyer (3. udgave, 4. bind 1901)

56°46′23.5″N 8°18′55″Ø / 56.773194°N 8.31528°Ø